# Șumandra
Șumandra – wieś w Rumunii, w okręgu Dolj, w gminie Secu. W 2011 roku liczyła 90 mieszkańców.